# نظام التعليم في الكويت
تتمتع الكويت بنظام تعليمي شامل. ويتبع برنامج التعليم الابتدائي الإلزامي مرحلة رياض الأطفال في سن الرابعة. ثم تبدأ المرحلة الابتدائية في سن السادسة وتستغرق 6 سنوات ثم المرحلة الإعدادية 3 سنوات أخرى. وفي هذه المرحلة التمهيدية يجوز للتلاميذ التسجيل في المدارس الحكومية أو الدينية أو الخاصة حسب اختيارهم. وتلي ذلك ثلاث سنوات من المرحلة الإعدادية، وفي نهايتها يحصل الطالب على شهادة إتمام التعليم الأساسي. وفي تلك الفترة تُختبر قدرات الطالب لتحديد أفضل مسار للتعليم الثانوي بالنسبة له. للتعليم الثانوي ثلاثة أقسام وهي الثانوي العام (3 سنوات)، والتعليم الفني (5 سنوات) والتعليم المهني. وتُنظم المدارس الثانوية الفنية في مواضيع صناعية أو تجارية أو زراعية. يعد التعليم الفني والتعليم العام بمثابة دروبًا للتعليم العالي.
أثار التعليم المشترك في الكويت جدلًا واسعًا بعد أن اكتسب الإسلاميون قدراً من السلطة في البرلمان في عام 1996.
وفي عام 2015 أُلغيت القوانين المتعلقة بالفصل بين الجنسين في الجامعات على أساس التنفيذ الخاطئ؛ إذ نص القانون الأصلي على أن «ملابس الطلاب وسلوكهم وأنشطتهم يجب أن تكون وفقًا للقيم الإسلامية».